# Socka
Socka je naselje u slovenskoj Općini Vojniku. Socka se nalazi u pokrajini Štajerskoj i statističkoj regiji Savinjskoj. 

## Stanovništvo
Prema popisu stanovništva iz 2002. godine naselje je imalo 363 stanovnika.